# 娜姑镇
娜姑镇，是中华人民共和国云南省曲靖市会泽县下辖的一个镇。

## 行政区划
娜姑镇下辖以下地区：
甘沟社区、大闸村、则补村、石咀村、拖车村、落水村、白务村、乐里村、云峰村、石门坎村、红泥村、绿坪村、盐水村、牛泥塘村、干海子村、发基卡村、炉房村和炭山村。

## 中国传统村落
2012年，白雾村被评为首批“中国传统村落”。